# Okręg Beauvais
Okręg Beauvais (fr. Arrondissement de Beauvais) – okręg w północno-wschodniej Francji. Populacja wynosi 218 tysięcy.

## Podział administracyjny
W skład okręgu wchodzą następujące kantony:
- Auneuil,
- Beauvais-Nord-Est,
- Beauvais-Nord-Ouest,
- Beauvais-Sud-Ouest,
- Chaumont-en-Vexin,
- Crèvecœur-le-Grand,
- Formerie,
- Grandvilliers,
- Coudray-Saint-Germer,
- Marseille-en-Beauvaisis,
- Méru,
- Nivillers,
- Noailles,
- Songeons.